# قرجوم
قرجوم بلدية تابعة لدائرة وادي تاغية في ولاية معسكر تقع بين عين فكان والمامونية يقطنها حوالي 24000 نسمة.